# Xiaodukou (köpinghuvudort i Kina, Hunan Sheng, lat 29,63, long 111,91)
Xiaodukou är en köpinghuvudort i Kina. Den ligger i provinsen Hunan, i den södra delen av landet, omkring 190 kilometer nordväst om provinshuvudstaden Changsha. Antalet invånare är 42 070. Befolkningen består av 20 683 kvinnor och 21 387 män. Barn under 15 år utgör 11,0 %, vuxna 15-64 år 78 %, och äldre över 65 år 10,0 %.
Runt Xiaodukou är det tätbefolkat, med 356 invånare per kvadratkilometer. Närmaste större samhälle är Jinshi, 4,8 km sydväst om Xiaodukou. Trakten runt Xiaodukou består till största delen av jordbruksmark.
Genomsnittlig årsnederbörd är 1 565 millimeter. Den regnigaste månaden är maj, med i genomsnitt 222 mm nederbörd, och den torraste är december, med 22 mm nederbörd.